# Pere Nolasc Vives i Cebrià
Pere Nolasc Vives i Cebrià   (Barcelona, 30 de gener de 1794 - Barcelona, 14 de novembre de 1874) fou un jurista i professor universitari català.

## Biografia
Fill de Raimon Vives i Vidal i de Vicenta Cebrià i Rifós, es formà i doctorà en Dret a la Universitat de Cervera el 1817, després de llegir la seva tesi sobre dret civil, per tal de poder obtenir el grau de llicenciat. El gener de 1818, poc després de l'obtenció del grau de doctor, Vives fou admès a l'Audiència de Barcelona com a advocat. L'exercici de l'advocacia, encara que inicialment per un curt espai de temps, l'ajuda a adquirir una formació eminentment pràctica, que venia a completar la seva excel·lent formació teòrica i els seus coneixements en el camp de la història del dret català. L'any 1820 fou nomenat Relator de l'Audiencia, i exercí aquest càrrec fins al gener de 1832, precisament l'any en el qual començà la publicació de la seva obra més coneguda sobre els Usatges de Barcelona, traduïts al castellà i amb notes. En restablir-se la Universitat de Barcelona hi professà, convertint-se més tard en catedràtic. Atacà l'actitud favorable a la desamortització expressada per Joan Illas i Vidal en l'opuscle Observaciones sobre el consejo dado al partido moderado por D. Juan Illas y Vidal. Per iniciativa seva fou restaurada la Casa de la Ciutat de Barcelona.
Nolasc fou membre de diverses institucions i acadèmies, entre les quals cal destacar el Col·legi d'Advocats de Barcelona, al qual s'incorporà el 1833, any de la seva constitució, i es convertí en el degà entre els anys 1856 i 1859; l'Acadèmia de Jurisprudència i Legislació de Catalunya, de la qual fou membre des de la seva creació l'any 1840, i de la qual també en fou el seu president entre els anys 1860 i 1861; la Reial Acadèmia de Bones Lletres de Barcelona, en la qual ingressà l'any 1861, sent assignat a la secció d'història; o la Comissió Espanyola de la Fundació Savigny, ocupant-ne la presidència numerària, mentre Manuel Duran i Bas n'era el president honorari. Precisament, en els darrers anys de la seva vida, quan aquesta Comissió s'instal·là a Barcelona el 1869, va exercir la presidència honorària fins al final dels seus dies.
Després d'haver d'ocupar-se, ben jove a causa de la mort del seu pare, de l'administració dels béns del Marquesat de Dosaigües, sentí la necessitat d'estudiar les antigues lleis del Principat per tal de determinar el dret aplicable, sobretot després del Decret de Nova Planta. Per aquest motiu es veié impel·lit a aprofundir en els Usatges de Barcelona, i aquesta motivació el va portar al comentari i l'exegesi dels textos de la compilació, amb l'objectiu de retornar a la vigència del dret català davant l'aplicació indiscriminada del dret castellà. Precisament, la seva obra més important, que va facilitar el coneixement del dret català als juristes posteriors, és la titulada Traducción al castellano de los Usages y demás derechos de Cataluña que no están derogados o no son notoriamente inútiles, con indicación del contenido de éstos y las disposiciones por las que han venido a serlo, ilustrada con notas sacadas de los más clásicos autores del Principado.